# Rally Acrópolis de 2012
El Rally Acrópolis de 2012 fue la edición 58 y la sexta ronda de la temporada 2012 del Campeonato Mundial de Rally. Se celebró del 24 al 27 de mayo y contó con un itinerario de 22 tramos sobre tierra que sumarán un total de 409.47 km cronometrados. Fue también la cuarta ronda del Campeonato de Producción y la segunda de la Academia WRC.
El rally comenzó con el dominio de Jari-Matti Latvala que no había competido en la prueba anterior (Rally de Argentina) por lesión, y comenzó liderando los primeros compases del rally. El segundo día Sébastien Loeb se colocó líder y no abandonaría la posición hasta el final. Por su parte Petter Solberg escaló hasta la segunda posición y terminó el segundo día a solo 10 segundos de Loeb. En la última etapa Solberg sufrió un golpe en su vehículo y arrancó una rueda viéndose obligado a abandonar. A partir de ahí, Loeb lideró la prueba sin forzar hasta que en el antepenúltimo tramo sufrió un pinchazo que casi le cuesta la victoria: cambió la rueda en pleno tramo en solo minuto y medio, llegando al último tramo, el Powerstage, con una ventaja de 38 segundos sobre su compañero Mikko Hirvonen. En el último tramo Loeb marcó el mejor tiempo asegurándose la victoria y sumando tres puntos extras. Segundo fue Latvala que terminó tercero de la general mientras que Hirvonen ocupó la segunda plaza del podio dando a Citroën el tercer doblete del año.

## Itinerario y ganadores
| Día                | Tramo | Hora  | Tramo                      | Distancia | Ganador            | Tiempo  | Vel. media  | Líder rally        |
| ------------------ | ----- | ----- | -------------------------- | --------- | ------------------ | ------- | ----------- | ------------------ |
| Día 1 (24 de mayo) | SS1   | 18:28 | Kineta                     | 25.24 km  | Jari-Matti Latvala | 17:38.0 | 85.9 km/h   | Jari-Matti Latvala |
| Día 2 (25 de mayo) | SS2   | 06:53 | Aghia Marina               | 13.80 km  | Jari-Matti Latvala | 9:38.7  | 85.8 km/h   | Jari-Matti Latvala |
| Día 2 (25 de mayo) | SS3   | 08:31 | Thiva 1                    | 23.60 km  | Jari-Matti Latvala | 16:06.3 | 87.9 km/h   | Jari-Matti Latvala |
| Día 2 (25 de mayo) | SS4   | 10:20 | Elikonas 1                 | 19.89 km  | Petter Solberg     | 14:05.9 | 84.6 km/h   | Sébastien Loeb     |
| Día 2 (25 de mayo) | SS5   | 12:25 | Bauxites 1                 | 23.17 km  | Mikko Hirvonen     | 14:08.9 | 98.3 km/h   | Sébastien Loeb     |
| Día 2 (25 de mayo) | SS6   | 13:19 | Drossohori                 | 22.00 km  | Sébastien Loeb     | 18:13.4 | 72.4 km/h   | Sébastien Loeb     |
| Día 2 (25 de mayo) | SS7   | 15:22 | Bauxites 2                 | 23.17 km  | Jari-Matti Latvala | 13:48.9 | 100.62 km/h | Sébastien Loeb     |
| Día 2 (25 de mayo) | SS8   | 17:05 | Elikonas 2                 | 19.89 km  | Petter Solberg     | 13:42.1 | 87.09 km/h  | Sébastien Loeb     |
| Día 2 (25 de mayo) | SS9   | 18:50 | Thiva 2                    | 23.60 km  | Jari-Matti Latvala | 16:20.3 | 86.67 km/h  | Sébastien Loeb     |
| Día 2 (26 de mayo) | SS10  | 8:38  | Klenia Mycenae 1           | 17.41 km  | Sébastien Loeb     | 11:24.2 | 91.60 km/h  | Sébastien Loeb     |
| Día 2 (26 de mayo) | SS11  | 9:45  | Ghymno 1                   | 17.61 km  | Jari-Matti Latvala | 12:38.0 | 83.64 km/h  | Sébastien Loeb     |
| Día 2 (26 de mayo) | SS12  | 10:40 | Kefalari 1                 | 18.40 km  | Jari-Matti Latvala | 13:18.8 | 82.92 km/h  | Sébastien Loeb     |
| Día 2 (26 de mayo) | SS13  | 12:06 | Ziria 1                    | 21.36 km  | Sébastien Loeb     | 13:02.9 | 98.22 km/h  | Sébastien Loeb     |
| Día 2 (26 de mayo) | SS14  | 15:17 | Klenia Mycanae 1           | 17.41 km  | Sébastien Loeb     | 11:15.8 | 92.7 km/h   | Sébastien Loeb     |
| Día 2 (26 de mayo) | SS15  | 16:24 | Ghymmo 2                   | 17.61 km  | Petter Solberg     | 12:36.7 | 83.8 km/h   | Sébastien Loeb     |
| Día 2 (26 de mayo) | SS16  | 17:19 | Kefalari 2                 | 18.40 km  | Petter Solberg     | 14:07.7 | 78.1 km/h   | Sébastien Loeb     |
| Día 2 (26 de mayo) | SS17  | 18:45 | Ziria 2                    | 21.36 km  | Petter Solberg     | 13:29.3 | 95.0 km/h   | Sébastien Loeb     |
| Día 4 (27 de mayo) | SS18  | 9:14  | Aghii Theodori 1           | 19.42 km  | Jari-Matti Latvala | 12:42.0 | 91.75 km/h  | Sébastien Loeb     |
| Día 4 (27 de mayo) | SS19  | 9:45  | New Pissia 1               | 11.37 km  | Sébastien Loeb     | 8:13.7  | 82.91 km/h  | Sébastien Loeb     |
| Día 4 (27 de mayo) | SS20  | 11:57 | Aghii Theodori 2           | 19.42 km  | Jari-Matti Latvala | 12:39.6 | 92.04 km/h  | Sébastien Loeb     |
| Día 4 (27 de mayo) | SS21  | 12:28 | New Pissia 2               | 11.37 km  | Jari-Matti Latvala | 8:09.7  | 83.59 km/h  | Sébastien Loeb     |
| Día 4 (27 de mayo) | SS22  | 14:11 | New Loutraki (Power stage) | 3.97 km   | Sébastien Loeb     | 2:21.8  | 100.8 km/h  | Sébastien Loeb     |

### Power Stage
| Pos | Piloto             | Tiempo | Difer. | Veloc. media | Puntos |
| --- | ------------------ | ------ | ------ | ------------ | ------ |
| 1   | Sébastien Loeb     | 2:21.8 | 0.0    | 100.8 km/h   | 3      |
| 2   | Jari-Matti Latvala | 2:22.4 | 0.6    | 100.4 km/h   | 2      |
| 3   | Mikko Hirvonen     | 2:23.1 | 1.3    | 99.9 km/h    | 1      |

## Clasificación final
| Pos.         | Piloto                | Copiloto         | Automóvil                  | Tiempo    | Diferencia | Puntos  |
| General      | General               | General          | General                    | General   | General    | General |
| ------------ | --------------------- | ---------------- | -------------------------- | --------- | ---------- | ------- |
| 1.           | Sébastien Loeb        | Daniel Elena     | Citroën DS3 WRC            | 4:42:03.3 | 0.0        | 25+3    |
| 2.           | Mikko Hirvonen        | Jarmo Lehtinen   | Citroën DS3 WRC            | 4:42:43.3 | +40.0      | 18+1    |
| 3.           | Jari-Matti Latvala    | Miikka Anttila   | Ford Fiesta RS WRC         | 4:45:08.1 | +3:04.8    | 15+2    |
| 4.           | Mads Østberg          | Jonas Andersson  | Ford Fiesta RS WRC         | 4:48:19.7 | +6:16.4    | 12      |
| 5.           | Martin Prokop         | Zdeněk Hrůza     | Ford Fiesta RS WRC         | 4:49:49.8 | +7:46.5    | 10      |
| 6.           | Thierry Neuville      | Nicolas Gilsoul  | Citroën DS3 WRC            | 4:51:44.7 | +9:41.4    | 8       |
| 7.           | Sébastien Ogier       | Julien Ingrassia | Škoda Fabia S2000          | 4:55:03.2 | +12:59.9   | 6       |
| 8.           | Yazeed Al-Rajhi       | Michael Orr      | Ford Fiesta RRC            | 5:02:15.5 | 20:12.2    | 4       |
| 9.           | Ott Tänak             | Kuldar Sikk      | Ford Fiesta RS WRC         | 5:05:22.2 | +23:18.9   | 2       |
| 10.          | Abdulaziz Al-Kuwari   | Nicola Arena     | Mini John Cooper Works WRC | 5:10:43.8 | +28:40.5   | 1       |
| PWRC         |                       |                  |                            |           |            |         |
| 1. (14.)     | Valeriy Gorban        | Andriy Nikolaev  | Mitsubishi Lancer Evo IX   | 5:22:57.6 | 0.0        | 25      |
| 2. (15.)     | Subhan Aksa           | Jeff Judd        | Mitsubishi Lancer Evo X    | 5:26:15.1 | 3:17.5     | 18      |
| 3. (16.)     | Ricardo Triviño       | Alex Haro        | Subaru Impreza WRX STi     | 5:30:01.9 | 7:04.3     | 15      |
| 4. (19.)     | Benito Guerra         | Borja Rozada     | Mitsubishi Lancer Evo X    | 5:51:14.3 | 28:16.7    | 12      |
| 5. (24.)     | Lorenzo Bertelli      | Lorenzo Granai   | Subaru Impreza WRX STi     | 6:07:27.0 | 44:29.4    | 10      |
| 6. (29.)     | Louise Cook           | Stefan Davis     | Ford Fiesta ST             | 6:39:02.2 | 1:16:04.6  | 8       |
| Academia WRC |                       |                  |                            |           |            |         |
| 1. ()        | Elfyn Evans           | Phil Pugh        | Ford Fiesta R2             | 3:46:35.5 | 0.0        |         |
| 2. ()        | Alastair Fisher       | Daniel Barritt   | Ford Fiesta R2             | 3:48:51.4 | +2:15.9    |         |
| 3. ()        | Brendan Reeves        | Rhianon Smyth    | Ford Fiesta R2             | 3:49:07.7 | +2:32.2    |         |
| 4. ()        | John MacCrone         | Stuart Loudon    | Ford Fiesta R2             | 3:49:54.6 | +3:19.1    |         |
| 5. ()        | José Antonio Suárez   | Cándido Carrera  | Ford Fiesta R2             | 3:50:01.4 | +3:25.9    |         |
| 6. ()        | Christopher Duplessis | Karl Atkinson    | Ford Fiesta R2             | 3:55:56.9 | +9:21.4    |         |
| 7. ()        | Jan van der Marel     | Erwin Berkhof    | Ford Fiesta R2             | 4:07:58.2 | +21:22.7   |         |